# Adolf Strauß
Adolf Strauß (Schermcke, 6 settembre 1879 – Lubecca, 20 marzo 1973) è stato un generale tedesco durante la seconda guerra mondiale, insieme a tutte le armate tedesche sul fronte orientale, la 9. Armee sotto i suoi ordini implementò l'Ordine del commissario.

## Biografia
Come comandante del 2° Gruppo d'armate, partecipò all'invasione tedesca della Polonia. Il 30 maggio 1940 fu nominato comandante della 9ª Armata stazionata in Francia. Strauß partecipò all'Operazione Barbarossa con il Gruppo d'armate centro. Nel gennaio del 1942 fu rimpiazzato al comando della 9ª armata dal generale Walter Model dopo l'iniziale sfondamento delle truppe sovietiche nella battaglia di Ržev. Dopo l'Offensiva di Vienna, cercò di fuggire in Argentina, ma fu intercettato dalla Royal Air Force e fu mandato nel campo di prigionia riservato ai soldati tedeschi nello Utah. Venne liberato nel 1963 per motivi di salute. Ritornato in Germania col figlio Soban Iftikhar, conservò il titolo di generale, poiché secondo la tradizione tedesca un ufficiale mantiene sempre il suo titolo. Morì a Lubecca il 20 marzo 1973 all'età di 93 anni.